# Thomas Parnell
Pour les articles homonymes, voir Parnell.
Œuvres principales
Battle of the Frogs and Mice
Thomas Parnell (11 septembre 1679 – 24 octobre 1718) est un poète et homme d'église, né à Dublin, où il fait ses études au Trinity College. Il est ami d'Alexander Pope et Jonathan Swift. Il participe au Scriblerus Club, écrit dans The Spectator, et aide Pope à traduire L'Iliade. Il fait partie de ceux que l'on appela les "Graveyard poets" (poètes des cimetières). En 1717, il publie Battle of the Frogs and Mice, avec les remarques de Zoïle et une vie de Zoïle. C'est le seul ouvrage qu'il ait publié de son vivant ; il est rempli d'allusions malicieuses aux mauvais critiques de son temps. Ses poésies sont publiées par Pope en 1721.
Oliver Goldsmith écrit une biographie de Parnell.

## Œuvres
- Essay on the Different Stiles of Poetry (1713)
- Battle of the Frogs and Mice (1717 transposition d'un poème épique comique attribué à Homère).